# 新海希典
新海 希典（しんかい まれすけ、1917年（大正6年）2月5日 - 1945年（昭和20年）3月19日）は、日本陸軍の軍人。最終階級は陸軍大佐。軍神として崇められた。

## 生涯

### 少尉任官まで
福岡県に生まれる（ただし、本籍は東京都）。父は門司で鉄工所経営の新海元であり、陸軍士官学校55期の新海敬は弟（四男）である。東京陸軍幼年学校に1番の成績で合格した。入校式では答辞を読んだ。入校当時の生徒監は後に硫黄島の戦いで戦死する千田貞季大尉で、新海の優れた天稟を見抜き、愛した。新海もまた千田を尊敬した。半年後に生徒監が丸山房安に交代した。丸山は新海を将校生徒としてさっぱり評価しなかった。新海の動作の緩慢さは人並みはずれていたうえ、怒鳴りつけられてもニヤニヤ笑うだけで、可愛げの欠片もなかったためである。手に負えないと判断した丸山は、新海の父を呼びつけ、自発的に退校を言い出させようとした。しかし、それを察した父の元は、「入校したときあんたのところの校長さんは、希典は実に立派な所感文を書いたと口を極めて褒めてくださったんだが、それが2年やそこらでおかしくなるというのは、幼年学校はひとりの人間の教育もできないのですか」と激しく反論した。思わぬ反撃を受けた丸山は黙り込んでしまい、話し合いはそのまま物別れとなった。この話は教育総監部までいき、父親の言はもっともだという事で、新海の退校はなくなった。
陸軍士官学校予科の区隊長は片岡太郎中尉であった。非常に人柄の良い、いかにも教育者らしい人物で、候補生に人気があった。新海も片岡を崇敬し、彼の家に足繁く通っていた。しかし、1934年（昭和9年）11月以降、学校から片岡の姿は消え、中山忠雄中尉が区助となった。
予科を卒業し、飛行第4連隊での隊附を終えた新海は、陸軍士官学校所沢分校に入校した。区隊長は俊英田中耕二中尉であった。田中はジュリオ・ドゥーエの爆撃万能論に傾倒しており、新海もまた彼の強い影響を受け、重爆撃機を志した。

### 挺進飛行戦隊、浜松教導飛行師団での勤務
卒業して航空兵少尉に任官した新海は、浜松陸軍飛行学校を経て、飛行第12戦隊附となり、公主嶺に着任した。着任後間もなく、彼は下士官兵を飛行機に乗せられるだけ乗せ、新京まで外出した。新京の街で饅頭などたらふく食べ、帰ろうというときに、突如第7飛行団長に呼びつけられた。飛行団長は飛行機による無断外出の不心得を激しく叱った。新海は泰然自若として「そういうきまりがあることは知りませんでした」と答え、周囲のものを唖然とさせた。処罰はされなかったが、その非常識ぶりは、たちまち満洲にある航空部隊に広まった。
太平洋戦争（大東亜戦争）突入直前の1941年（昭和16年）12月、新海は陸軍挺進練習部、挺進戦隊附となった。空挺部隊である挺進連隊を目的地上空まで空輸する部隊である。営外居住者の将校はトラックに相乗りして新田原の本部に通った。途中兵隊が敬礼しても殆どの将校は雑談に夢中で答礼しないが、新海だけは必ず答礼した。ビルマ戦線のラシオへの降下作戦に参加予定であったが、降下中止となり、挺進団は一旦日本本土に戻った。その後、1943年（昭和18年）6月に再び動員下令されてニューギニアへ向かった。ベナベナ攻略作戦への参加予定だったが、またも中止となり、スマトラへ転進した。新海は1944年（昭和19年）6月、浜松教導飛行師団教導飛行隊附を命ぜられ、部隊に先んじて内地に帰還した。
浜松には同期の古野一正と西尾常三郎がいた。3人は月に1回同期会を催すことにした。7月の第1回目の同期会の最中に空襲警報のサイレンが鳴った。西尾は立ち上ると、「チャンス到来。貴様ら続け」と叫んだ。「どこへ？」と古野が聞くと、「決まってるじゃないか。突撃だよ」と西尾が言う。遊郭へ行くという意味だ。高射学校勤務の古野は、外に出ると、「俺はここで失礼する」と言った。「おお」と答えた西尾は浴衣の裾をからげると走り出した。その後をうつむき加減で新海が追う。「空襲警報、空襲警報」と大声で叫びながら、曲がり角を曲がって消えた2人に、古野はなんと大胆な奴等だと半分呆れた思いでいた。その数日後、街で西尾と会った古野は「俺は臆病者だからお前たちのような真似はできん。近いうちに結婚することにした」と言った。「それもよかろう」と西尾は答えた。
8月に入り、古野は結婚した。「それもよかろう」などと他人事のように答えた西尾もその数日前に結婚していた。新海だけが独身で残った。ある日、古野が妻を連れて新海の下宿を訪ねると、新海は壁にボール紙を立てかけ、それに軍艦の写真を貼り付けて睨んでいた。「これは何だ（古野）」「フランクリン（新海）」「次のは（古野）」「ヨークタウン（新海）」「いつもああして見てるのか（古野）」「うん（新海）」「何分ぐらい（古野）」「1時間くらいかな（新海）」「ときどき写真を並べる順序を変えるのか（古野）」「変える（新海）」その後、取り留めの無い話をして夫妻は帰った。

### サイパン攻撃での活躍
サイパン島の陥落後、大本営は航空総監に対し、サイパンの飛行場を攻撃する特別攻撃隊の編成を指示した。新海がその隊長に選ばれ、第2独立飛行隊とされた。
同じ頃、同期の西尾が特別攻撃隊「富嶽隊」の隊長に選ばれた。10月、古野の元に「ニシが出発するので、直ぐに見送りに来い」と新海から電話があった。古野の顔を見た西尾は固い表情で、「元気でな」とだけ言って機に向かった。新海は黙っていた。古野が「おい新海、歴戦の彼のことだから、そう簡単には死なんだろうな」と言うと、新海は「今度は死ぬ」と言った。驚いた古野は思わず新海の顔を見つめた。古野が「いつごろ？」と問うと、新海は「あと2週間かな」と答えた。新海は富嶽隊の任務が何であるか知っていたのだ。
11月2日、新海の率いる第2独立隊はサイパンへ最初の出撃をした。新海の乗る隊長機は先頭を切って突入した。9機が出撃し、5機未帰還となった。新海は生還した。

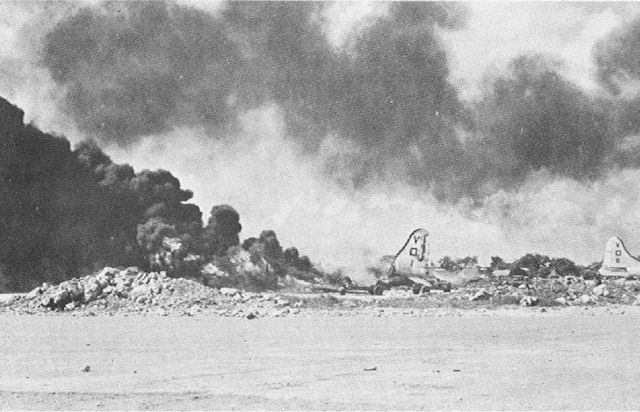
11月27日の空襲で破壊されたアスリート飛行場のアメリカ軍B-29爆撃機。ただし、同日に海軍の第一御盾特別攻撃隊もアスリート飛行場を攻撃して成果を挙げており、この写真がいずれの戦果を捉えたものかは不明。

11月6日、第2回の出撃が行われた。第1回の残存4機に予備の1機を合わせた5機であった。今回は隊長機は、あえて速度を落として一番危険な最後に突入した。第2回の攻撃で、新海隊は全機が硫黄島に生還し、少なくとも11機撃破の戦果を挙げたと報告した。
11月27日、ほぼ同じルートで第3回のアスリート飛行場攻撃が行われた。前回同様、隊長機は速度を落とし、最後尾から突入し、最後に離脱した。全機硫黄島に無事帰還し、アメリカ軍機12機以上が炎上したと報告した。
以上の活躍により、12月27日、防衛総司令官の東久邇宮稔彦王から、第2独立飛行隊に感状が授与された。その授与の際、新海は初めて身だしなみを気にした。「そっちの手袋のほうが少し白いか」と言って同期の南重義の手袋を借りて、恐る恐る司令官室に入っていった。彼の功績は昭和天皇にも知られ、単独拝謁を命じられた。新海は普段軍刀を引き摺って歩くため、拝謁の際には古野の軍刀を借りた。軍服も古野が用意し、下着類は部下が駆けずり回って集めた。すべて他人の服装を身に付け、1945年（昭和20年）2月23日午前9時20分、新海は昭和天皇に拝謁した。その模様は、新海が誰にも語っていないため、一切伝わっていない。

### 飛行第62戦隊長として戦死
拝謁の翌日、飛行第62戦隊長に任命された。上司の第30戦闘飛行集団長青木武三少将は、生粋の戦闘機乗りであり、新海とは合わなかった。南の家に泊まった新海は「今度がいよいよご奉公の終わりになるかもしれん。どうも戦闘隊出の上司が多いと、戦闘機みたいな使い方をされるんで」と、あとは言葉を濁した。
3月、戦隊は特攻を命ぜられた。新海はこれに強く反駁した。「戦隊はご存じのようにまだ戦力を回復しておりません（新海）」「存じておる（青木）」「その微力な戦隊を何故小刻みに特攻につかおうとなさるのでありますか。戦力は小刻みにではなく重点的に集中使用を図るべきであろうと考えます。私には集団長の御意向が理解できないのであります（新海）」「分からんのか（青木）」「小編隊による爆撃隊の投入では、目標につくまでの途中でみすみす艦載機に食われてしまうおそれのあることは十分ご存じのことと思うのでありますが（新海）」「その危険はある。だが差し迫った首都防衛のためには止むを得まい。もちろん掩護戦闘機は十分つけるようにする（青木）」「十分つけるだけの戦闘機はあるのでありますか（新海）」「・・・・・・（青木）」「掩護戦闘機は十分あるにいたしましても、特攻ではなく跳飛弾攻撃、又は魚雷攻撃の方法をとれば、重爆隊の戦力は何度でも繰り返し使えるのであります。損害はその都度ありましょうが、残るものもあり得ましょう。その方が絶対に得策であると考えます（新海）」「貴官の意とするところは、十分理解している。だが先ほども申したとおり、事態は切迫しているのだ。命中率のより高い特攻戦法にたよる他に手はあるまいが（青木）」「特攻戦法をとらざるを得ないに致しましても、戦隊は、まだ、技量向上の余地が極めて大であります。それをいまの時点で特攻に使用するのは、下策であると思うのであります。姑息な手段としか考えられないのであります（新海）」「すでに決定したことである（青木）」「やむを得ません。私が先頭にたち、突入いたします（新海）」「戦隊長みずからの特攻出撃は許さん（青木）」「戦隊の非力を補うためには、それでも…（新海）」
「ならん！何度言えばわかるのだ！（青木）」
隊に帰った新海は、中隊長伊藤忠吾大尉に特攻隊の編成を命じた。伊藤は三浦忠雄中尉（少尉候補生22期）を隊長に選んだ。3月19日14時30分、攻撃隊員と戦果確認機搭乗員が整列した。新海はとつとつとした口調で「この出動は不本意であるが、新海も共にゆき、お前たちの最後を見届ける。力の限りを尽くして貰いたい」と語った。隊員が、いっせいにうなずく。「今日はどこまでも突っ込むよ」と新海は笑いながら三浦に言った。熊野灘で編隊はF4U戦闘機に襲われた。攻撃目標の機動部隊が下にいると考えた三浦は機首を下げ、雲に突っ込んだ。渡部真少尉（航空士官学校57期）機が続いた。後方を見上げた三浦の目に、戦闘機にまとわりつかれながら水平飛行を維持する新海搭乗の四式重爆撃機が映った。こうして戦果確認機として出撃した新海も戦死し、2階級特進して大佐となった。享年28であった。（以上、伊庭稜太郎『飛竜天ニ在リ』より）墓所は世田谷区の密蔵院。

## 軍歴
- 大正6年（1917年）2月5日　鉄工所経営新海元の次男として門司で出生（本籍は東京）。
- 昭和6年（1931年）4月1日　東京陸軍幼年学校に首席として入校。
- 昭和9年（1934年）3月　東京陸軍幼年学校を第35期として卒業。
- 昭和13年（1938年）
  - 6月29日　陸軍士官学校（豊岡分校、のちの陸軍航空士官学校）第50期卒業。少尉任官し、航空将校となる。
  - 12月　中尉に昇進。
- 昭和16年（1941年）3月　大尉に昇進。
- 昭和17年（1942年）3月　挺進飛行第4連隊中隊長となる。
- 昭和19年（1944年）
  - 3月　少佐に昇進。
  - 8月　第2独立飛行隊長となる。
- 昭和20年（1945年）
  - 2月23日　サイパン爆撃の功を認められ、単独拝謁。24日飛行第62戦隊長となる。
  - 3月19日　太平洋上で戦死し、2階級特進で大佐となる。
- 昭和32年（1957年）10月17日　靖国神社に合祀される。

## 関連文献
- 伊庭稜太郎『飛竜天ニ在リ』（青娥書房、1978年）
- 林えいだい『重爆特攻さくら弾機』（東方出版、2005年）